# Parti de la confédération
Le Parti de la confédération (Confederation Party) était le nom des partis politiques au Nouveau-Brunswick, en Nouvelle-Écosse et à Terre-Neuve qui appuyaient la confédération canadienne dans les années 1860, lorsque la politique dans ces colonies était polarisée entre les partisans et les opposants de la confédération. Les partis de la confédération étaient opposés aux partis anti-confédération dans ces trois colonies.
Au Nouveau-Brunswick et en Nouvelle-Écosse, les partis de la confédération sont devenus les Partis conservateurs affiliés au Parti libéral-conservateur fédéral de sir John A. Macdonald (qu'on appelait simplement les conservateurs), tandis que les partis anti-confédération sont devenus les partis libéraux. Ceci constituait un rétablissement approximatif de la dichotomie politique qui existait avant la confédération, bien que, en raison du réalignement, certains anciens libéraux sont devenus conservateurs et vice-versa.